# Писін Костянтин Георгійович
Костянтин Георгійович Писін (25 грудня 1910, село Єкатериновка Пермської губернії, тепер Уїнського району Пермського краю, Росія — 22 січня 1984, місто Москва, тепер Росія) — радянський партійний діяч, голова Молотовського облвиконкому, голова Алтайського крайвиконкому, 1-й секретар Алтайського крайового комітету КПРС, міністр сільського господарства СРСР, 1-й заступник голови Ради міністрів Російської РФСР. Член ЦК КПРС у 1956—1971 роках. Депутат Верховної Ради СРСР 3—7-го скликань. Кандидат сільськогосподарських наук (1944).

## Життєпис
Народився 12 (25) грудня 1910 року в бідній селянській родині. У 1926—1929 роках — учень Кунгурського педагогічного училища.
У 1929—1931 роках — сільський вчитель в Уральській області.
У 1931—1935 роках — студент Пермського сільськогосподарського інституту.
У 1935—1937 роках — старший зоотехнік Пермського районного земельного відділу Свердловської області.
З 1937 по 1938 рік служив у Червоній армії, був слухачем партійної школи Закавказького військового округу.
У 1938—1941 роках — асистент Пермського (Молотовського) сільськогосподарського інституту.
Член ВКП(б) з 1939 року.
У 1941—1943 роках — інструктор, заступник завідувача сільськогосподарського відділу Молотовського обласного комітету ВКП(б). У 1943—1945 роках — заступник секретаря Молотовського обласного комітету ВКП(б) із тваринництва.
У 1945 — квітні 1946 року — заступник голови виконавчого комітету Молотовської обласної ради депутатів трудящих.
У квітні 1946 — 1947 року — 3-й секретар Молотовського обласного комітету ВКП(б).
У січні 1948 — червні 1949 року — голова виконавчого комітету Молотовської обласної ради депутатів трудящих.
У травні 1949 — липні 1955 року — голова виконавчого комітету Алтайської крайової ради депутатів трудящих.
У липні 1955 — 18 березня 1961 року — 1-й секретар Алтайського крайового комітету КПРС.
У березні 1961 — 25 квітня 1962 року — 1-й заступник міністра сільського господарства СРСР.
25 квітня 1962 — 8 березня 1963 року — міністр сільського господарства СРСР і одночасно член Союзного комітету із сільського господарства.
У березні 1963 — грудні 1964 року — інспектор ЦК КПРС.
19 грудня 1964 — 1 лютого 1971 року — 1-й заступник голови Ради міністрів Російської РФСР.
З лютого 1971 року — персональний пенсіонер союзного значення в Москві.

## Нагороди і звання
- два ордени Леніна
- два ордени Трудового Червоного Прапора
- медаль «За трудову доблесть» (25.12.1959)
- медалі